# Милеево (гмина)
Милеево (пол. Milejewo) — сельская гмина (волость) в Польше, входит как административная единица в Эльблонгский повет, Варминьско-Мазурское воеводство. Население — 2976 человек (на 2004 год).

## Демография
| Перепись                       | Всего   | Всего | Женщины | Женщины | Мужчины | Мужчины |
| ------------------------------ | ------- | ----- | ------- | ------- | ------- | ------- |
| Единицы                        | человек | %     | человек | %       | человек | %       |
| Население                      | 2976    | 100   | 1485    | 49,9    | 1491    | 50,1    |
| Плотность населения (чел./км²) | 31,1    | 31,1  | 15,5    | 15,5    | 15,6    | 15,6    |

## Соседние гмины
1. Эльблонг
2. Гмина Эльблонг
3. Гмина Млынары
4. Гмина Пасленк
5. Гмина Толькмицко